# Bocskay István (fogorvos)
Bocskay István (Máramarossziget, 1929. augusztus 2. – Marosvásárhely, 2021. április 22.) fogorvos, egyetemi tanár; a Fogorvostudományi Kar Szuvasodáskutató Laboratóriumának alapítója, a Marosvásárhelyi Orvosi és Gyógyszerészeti Egyetem doktorjelöltje, a budapesti Semmelweis Egyetem díszdoktori címének birtokosa.

## Életpályája
Bocskay István Máramarosszigeten, az Olarilor (magyarul Cserepes-tanya) járásban született. A Máramarosi Piarista Gimnáziumban tanult. Az érettségi után 1948-ban felvételt nyert a marosvásárhelyi Orvosi és Gyógyszerészeti Intézetbe, majd a szakosodás megszüntetése miatt Kolozsváron folytatta tanulmányait, ahol 1954-ben fogorvosként szerzett diplomát. 1954–1960 között a marosvásárhelyi megyei kórház fogorvosa volt. 1959-ben Bukarestben szakorvosi diplomát kapott. 1960-ig kórházi orvos volt. 1960-ban tanársegéd lett a Marosvásárhelyi Orvostudományi és Gyógyszerészeti Egyetemen. 1967-től adjunktus, 1973-ban egyetemi docens lett. 1971-ben pedig az orvostudományok doktora címet szerezte meg. 1973–1999 között a Fogászati és Parodontológiai Tanszéket vezette. 1972–1973, 1984–1986 között és 1989–1990 között pedig a Fogorvostudományi Kar dékánja volt. 1978-ban professzori címet kapott. 1986–1990 között az általános kar dékánhelyettese volt. 1996–1999 között katedravezető volt. 

### Munkássága
Mikrobiológiai és fogászati patológiai laboratóriumot szervezett. Legismertebb művei közé tartozik "A fogágybetegségek és a fogápolás", "A fogágybetegségek és szájbetegségek megelőzése", "Román-angol fogászati szótár" és "A fogszuvasodás terápiája".

## Díjai

### Romániában
- Pápai Páriz Ferenc-díj (2003)[5]
- Professzor emeritus (2008)

### Magyarországon
- A Semmelweis Egyetem díszdoktora (2011)[6]

## Fordítás
- Ez a szócikk részben vagy egészben  az   István Bocskay című román Wikipédia-szócikk ezen változatának fordításán alapul.  Az eredeti cikk szerkesztőit annak laptörténete sorolja fel. Ez a jelzés csupán a megfogalmazás eredetét és a szerzői jogokat jelzi, nem szolgál a cikkben szereplő információk forrásmegjelöléseként.